# Sankt Marein bei Knittelfeld
Sankt Marein bei Knittelfeld is een plaats en voormalige gemeente in de Oostenrijkse deelstaat Stiermarken.
Sankt Marein bei Knittelfeld telt 1214 inwoners.

## Geschiedenis
Sankt Marein bei Knittelfeld maakte deel uit van het district Knittelfeld tot dit op 1 januari fuseerde met het district Judenburg tot het huidige district Murtal. Op diezelfde dag fuseerde de gemeente met Feistritz bei Knittelfeld tot de gemeente Sankt Marein-Feistritz.
- Gemeinsame Normdatei: 4591327-4
- Library of Congress Control Number: nr2005009578
- Nationale Bibliotheek van Israël: 987007487031005171
- Virtual International Authority File: 124797821
- WorldCat: E39PBJdRtk8VwxC6t4mWDYk7HC